# Vogar
Vogar er en mindre by i Island beliggende på den sydvestlige del af øen. Byen ligger i Vogar kommune (Sveitarfélagið Vogar).
Byen havde i 2011 1.161 indbyggere. Den 1. januar 2019 boede der i alt 1.286 indbyggere i Vogar kommune.